# Pfafferode
Pfafferode ist ein Ortsteil der Stadt Mühlhausen/Thüringen im Unstrut-Hainich-Kreis in Thüringen.

## Lage
Am westlichen Stadtrand von Mühlhausen unmittelbar an der Bundesstraße 249 befindet sich der Ortsteil Pfafferode. Er liegt am nordöstlichen Fuß des Hainich am Übergang ins Unstruttal, südwestlich schließt sich der Mühlhäuser Stadtwald an. Den nördlichen Teil der Flur nehmen landwirtschaftlich genutzte Flächen ein.

## Geschichte
Im Jahr 1246 wurde der Ort Pfafferode erstmals urkundlich genannt. Das Gut Pfafferode gehörte zunächst dem Deutschen Orden und kam 1599 zur Stadt Mühlhausen. Das Gut gehörte seitdem zum Gebiet der Reichsstadt Mühlhausen. 1802/03 kam Pfafferode mit der Stadt Mühlhausen zu Preußen. Zwischen 1807 und 1813 gehörte es zum Kanton Mühlhausen im Königreich Westphalen, bevor es 1816 dem Landkreis Mühlhausen i. Th. in der preußischen Provinz Sachsen angegliedert wurde, zu dem es bis 1945 gehörte.
Von 1910 bis 1917 wurde die Preußische Landesheil- und Pflegeanstalt Pfafferode gebaut. Hinzu kam 1913 der Bau der ökumenischen Klinikkirche in der Heilanstalt, die 1917 geweiht wurde. In der Zeit des Nationalsozialismus fungierte die Klinik als Tötungsanstalt für Geisteskranke bei der Durchführung der Aktion Brandt. Man geht von mindestens 2.400 Opfern aus. Das Klinikum war lange eines der Landesfachkrankenhäuser für Neurologie und Psychiatrie des Freistaates Thüringen und wurde nach dem Trägerwechsel in Ökumenisches Hainich-Klinikum umbenannt. Das Klinikum wird als gemeinnützige GmbH geführt.

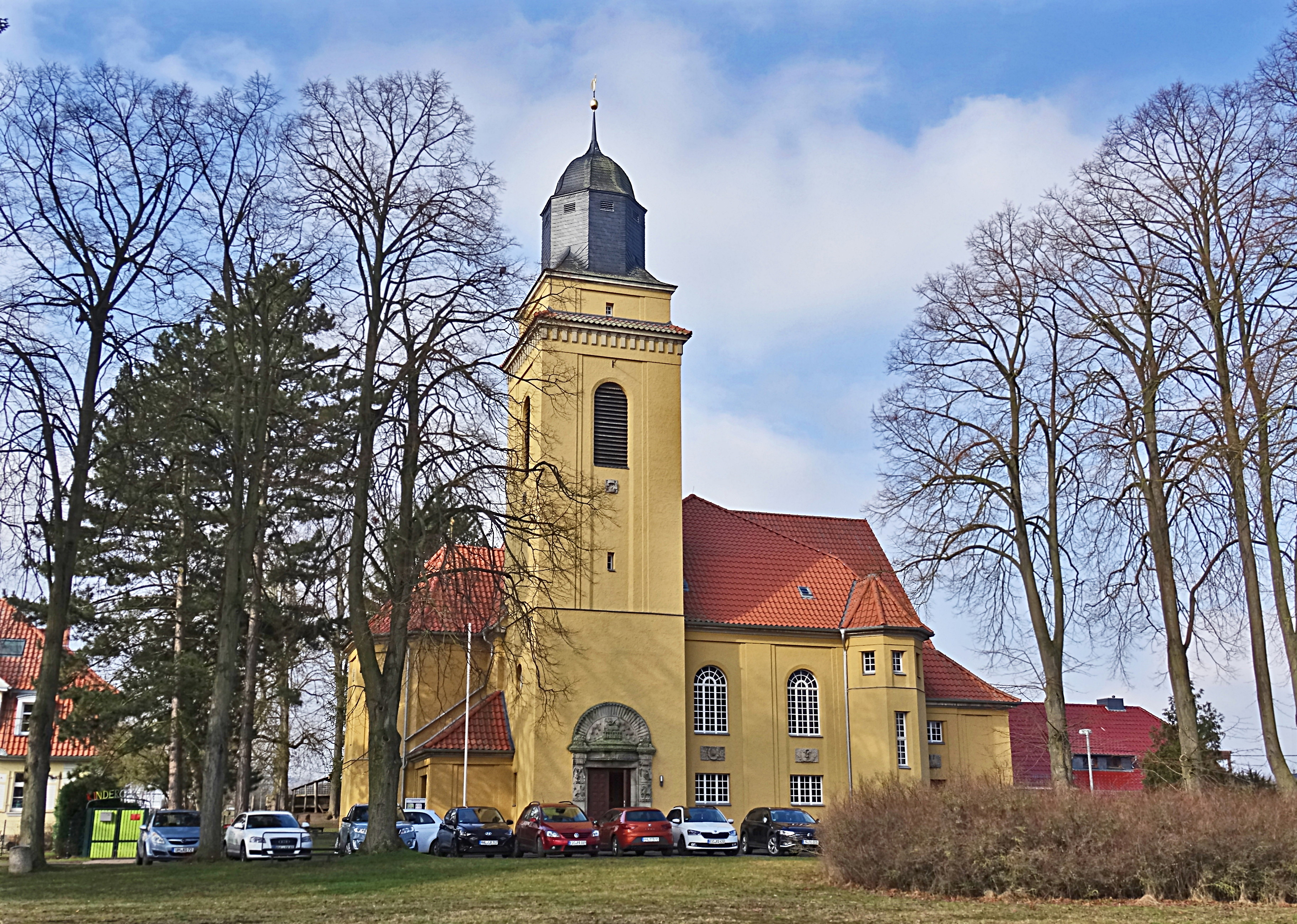
Klinikkirche St. Michaelis

## Sehenswürdigkeiten
Eine Attraktion Pfafferodes ist der weitläufige Klinikpark, der auf die Gründung der Heilanstalt zurückgeht. Von den Ursprüngen der Parkanlage rühren mehrere, in Mühlhäuser Travertin ausgeführte Brunnen sowie der alte Baumbestand her. Besonders attraktiv ist die alte Zierkirschenallee hinter dem Haupthaus und heutigen Verwaltungsgebäude zur Blütezeit im Mai.